# فحص التربة

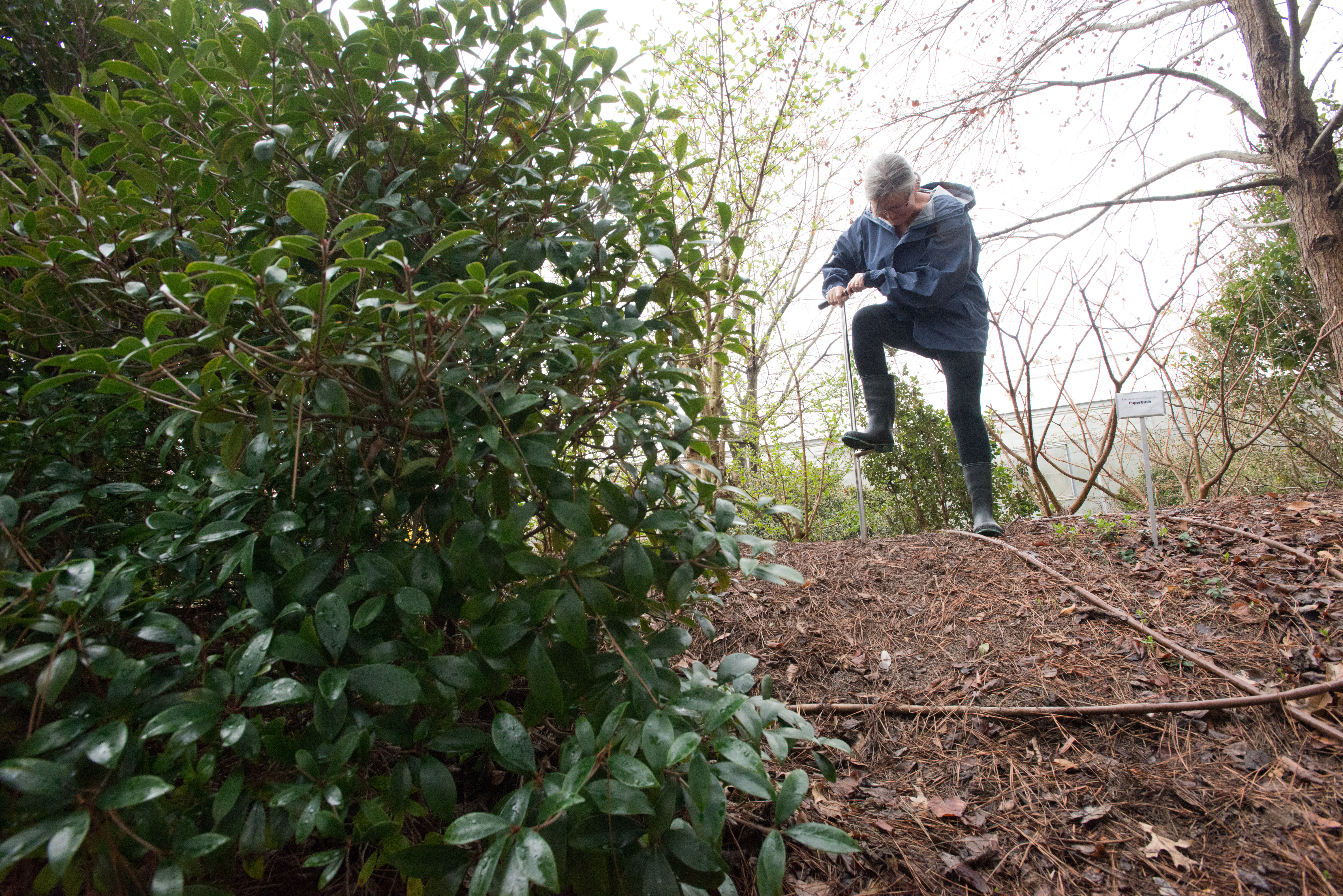

اختبار التربة أو فحص التربة (بالإنجليزية: Soil test)‏ يشير فحص التربة إلى واحد أو أكثر من مجموعة واسعة من فحوصات التربة. وربما تكون أكثر اختبارات التربة التي أجريت على نطاق واسع هي تلك المستخدمة لتقدير تركيزات النباتات المختلفة، و ذلك من أجل تحديد نوع الأسمدة المناسبة في الزراعة. هذا ويمكن إجراء اختبارات التربة الأخرى لحقول الهندسة الجيوتقنية أو الجيوكيميائية أو لغايات بيئية.

## تغذية النبات
يشير اختبار التربة في الزراعة عادة إلى تحليل عينة التربة لتحديد محتوى المغذيات، وتكوينها، وخصائص أخرى مثل الحموضة أو مستوى الرقم الهيدروجيني ( ). إضافةً إلى أن اختبار التربة يمكن أن يحدد درجة الخصوبة، أو إمكانات النمو المتوقعة للتربة مما يدل على أوجه نقص المغذيات، و يمكن مع ذلك اكتشاف المسممات المحتملة من الخصوبة المفرطة والمثبطات التي قد تؤثر سلبا في نمو التربة. وتستخدم الاختبارات بصفة عامة لمحاكاة وظيفة الجذور في امتصاص المعادن، و معدل النمو المتوقع، و مقارنته بالحد الأقصى المسموح به علمياً.(1)
وقد أوصت دراسة مخبرية أجريت في جامعة كولورادو، أوصت الدراسة بأن اختبار التربة يحتوي ما بين 10-20 عينة فعلية لكل 40 فدان أو هيكتار ( 160.000 ). و يذكر هنا أن مياه الصنبور أو المواد الكيميائية يمكن أن تغير تكوين التربة، و ربما تحتاج إلى إجراء اختبار عليها بشكل منفصل. كما أن تسميد التربة يختلف باختلاف عمقها و مركباتها مع ملاحظة سماكة العينة المراد فحصها و الزمن الذي أخذت فيه هذه العينة.
و يمكن أخذ العينات المركبة من خلال الجمع بين التربة من عدة مواقع قبل التحليل. وهذا إجراء شائع، ولكن ينبغي استخدامه بحكمة لتجنب النتائج الخاطئة أو غير الدقيقة.وينبغي إنشاء جدول مرجعي لتسجيل موقعالعينات الميدانية و كميتها، من أجل تفسير نتائج الاختبار بشكل صحيح..

## التخزين والمعالجة والتحرك
تتغير كيمياء التربة بمرور الوقت، بسبب تأثير العمليات البيولوجية والكيميائية من نحو النباتات والحيوانات التي تخترق المنطقة المأخوذة منها العينة و البيئة مثل درجة الحرارة والرطوبة ودورات الإضاءة. ونتيجة لذلك، يمكن تحسين دقة تحليل التركيب الكيميائي إذا تم تحليل التربة بعد وقت قصير من استخراجها - عادة في غضون فترة زمنية نسبية لا تزيد عن 24 ساعة - ويمكن حدوث تباطؤ في التغيرات الكيميائية في التربة أثناء التخزين والنقل، بسبب تجميد التربة في ظروف تدني درجات الحرارة إلى ما دون الصفر المئوي. لذا، لابد من تعريض العينة إلى الهواء الساخن أو المعتدل كي نحافظ على التربة و سلامة العينة..

## فحص التربة
غالبا ما يتم اختبار التربة من قبل المختبرات التجارية التي تقدم مجموعة متنوعة من الاختبارات، و لكن يفضل اللجوء إلى مختبر محلي لإجراء التجارب المطلوبة، لأنه يكون على دراية بكيمياء التربة في المنطقة التي أخذت فيها العينة. وهذا يُمكن الفنيين من تحديد الاختبارات التي من المرجح أن تكشف عن معلومات مفيدة..
إن الفحوص المخبرية غالبا ما تتحقق من المغذيات النباتية في ثلاث فئات، و هي:
المغذيات الرئيسية: النيتروجين و الفوسفور و البوتاسيوم.
المغذيات الثانوية: الكبريت و الكالسيوم و المغنيسيوم.
المغذيات الصغرى: الحديد و المنغنيز و النحاس و الزنك و الكلور.
ويستخدم اختبار التربة في تحديد نوع الأسمدة واختيار الجرعة المناسبة للأراضي المستخدمة في كل من الصناعات الزراعية والبستانية.و تجدر الإشارة إلى أن الاختبارات تتمَتع بدقة عالية، بالإضافة إلى أن الفحوص المخبرية كثيرا ما تشمل التفسير المهني للنتائج والتوصيات.
و تعتمد بعض المختبرات إلى تحليل جميع المغذيات المعدنية و عددها ثلاثة عشر، إضافة إلى العديد من المعادن غير الضرورية السامة المحتملة التي تستخدم في تسميد التربة و ذلك حسب ما ورد في "المستخلص العالمي للتربة"، و من هذه المواد (بيكربونات الأمونيوم).(2)

## ملوثات التربة
تشمل ملوثات التربة المعدنية الشائعة كُلاً من: الزرنيخ، والباريوم، والكادميوم، والنحاس، والزئبق، والرصاص، والزنك.ويعد الرصاص - بوجه خاص - مكونا من مكونات التربة الخطرة. و الجدول التالي يصنف مستويات تركيز التربة النموذجية والمخاطر الصحية المرتبطة بها و ذلك اعتماداً على تقرير جامعة مينيسوتا.(3)
| إجمالي الرصاص (ppm) | الرصاص المستخرج (ppm) | مستوى الرصاص |
| <500                | <43                   | منخفض        |
| 500-1000            | 43-126                | متوسط        |
| 1000-3000           | 126-480               | مرتفع        |
| >3000               | >480                  | مرتفع جداً    |

## الروابط الخارجية
https://en.wikipedia.org/wikipedia/Soil_test
https://www.epa.gov/ebtpages/pollsoilcontaminants.html
http://www.epa.gov/superfund/students/clas_act/haz-ed/ff_09.htm